# (10042) Budstewart
(10042) Budstewart est un astéroïde de la ceinture principale.

## Description
(10042) Budstewart est un astéroïde de la ceinture principale. Il fut découvert le 14 août 1985 à la station Anderson Mesa par Edward L. G. Bowell. Il présente une orbite caractérisée par un demi-grand axe de 2,57 UA, une excentricité de 0,22 et une inclinaison de 12,8° par rapport à l'écliptique. Il porte le nom de l'astronome américain Bud Stewart (1903-1979).

## Compléments